# Фартушино
Фартушино (укр. Фартушине) — село,
Ольшанский сельский совет, Недригайловский район, Сумская область, Украина.
Код КОАТУУ — 5923584407. Население по переписи 2001 года составляло 13 человек.

## Географическое положение
Село Фартушино находится на расстоянии до 1 км от сёл Белоярское и Немудруи.
По селу протекает пересыхающий ручей с запрудой.